# Palthis auca
Palthis auca là một loài bướm đêm trong họ Noctuidae.